# 1323
1323 (MCCCXXIII) var ett normalår som började en lördag i den julianska kalendern.

## Händelser

### Augusti
- 12 augusti – Sveriges första fred med Rysslands föregångare Novgorod sluts genom den så kallade Nöteborgstraktaten, som reglerar Sveriges östgräns ända fram till freden i Teusina 1595.

### Okänt datum
- Efter ett kortare krig mot hertiginnan Ingeborg Håkansdotter blir hon av med Axevalls slott, som har belägrats.
- Koret i Södra Råda kyrka, en unik bildskatt, målas av en okänd mästare.
- Thomas av Aquino kanoniseras.

## Födda
- Karl av Durazzo, italiensk militär.

## Avlidna
- 25 mars – Maria Arpad av Ungern, drottning av Neapel.
- Lamba Doria, genuesisk general.